# 王励勤
王勵勤（1978年6月18日—），上海人，中华人民共和国男子乒乓球運動員。现任中国乒乓球协会主席。

## 生涯
王勵勤是右手橫拍球員，他於1984年正式接受乒乓球訓練，1991年進入上海隊，1993年入選國家隊。
1995年，王勵勤於全球青少年賽的17歲以下組別的男子單打項目贏得冠軍，又在全國錦標賽男單中取亞軍，開始出現一絲光芒。
1996年，王勵勤在國際乒聯巡迴賽中的男子雙打項目奪標。
1997年，王勵勤於世界乒乓球錦標賽中的男單項目16強出局、混雙項目得季軍、國際乒聯巡迴賽中衛冕男雙冠軍，又與閻森在中國公開賽男雙項目中獲亞以及在澳洲公開賽與合拍閻森得男雙亞軍與男單的季軍，成績卓越。
1998年的中國大獎賽，王勵勤得男單季軍、男雙項目亞軍、亞洲錦標賽的混雙、男子團體、男單贏得冠軍與男雙季軍、亞運會中奪得了男單、男團、混雙三項金牌，都是證明了王勵勤的厲害。
1999年，王勵勤再次蟬聯國際乒聯巡迴賽的男雙冠軍，並首次男單項目冠軍、又於愛立信中國乒乓球擂臺賽中贏得了男單冠軍、世界乒乓球俱樂部賽事亞軍、世乒賽男雙亞軍與混雙季軍。
2000年，王勵勤先後在世乒賽中得到男團賽事亞軍、悉尼奧運的男子雙打項目為中國摘下了一面金牌，及後於丹麥公開賽取男單冠軍、男雙亞軍，又在美國、日本與中國公開賽中的男單項目奪冠、國際乒聯職業巡迴賽再三贏得男單以及男雙冠軍。
2001年，王勵勤於世乒賽贏得男單、男雙、男團項目的三個冠軍，並於瑞典、中國公開賽贏得男單、男雙冠軍、英國公開賽男單項目冠軍與世界盃男單項目亞軍和國際乒聯職業巡迴賽男雙冠軍以及男單亞軍。
2002年，王勵勤在卡塔爾公開賽贏得男雙冠軍、中國公開賽男單冠軍、波蘭公開賽男雙冠軍、男單季軍與丹麥公開賽男雙項目冠軍，並再次參加亞運會贏得了男單和男團金牌、男雙銅牌。
2003年，王勵勤再於世乒賽贏得男雙項目冠軍、中國公開賽中男雙四強出局、男單、日本公開賽男雙亞軍、男單項目四強被淘汰、德國、瑞典公開賽男單奪冠、世界盃名列第3。
2004年，王勵勤重獲世乒賽的男團項目冠軍，並於雅典奧運以4:1擊敗瑞典「長青樹」瓦爾德內爾，得到一面男單銅牌。
2005年，王励勤在家乡举行的第四十八届世乒赛单项比赛中，半决赛战胜韩国选手吴尚垠，决赛逆转战胜同胞马琳，第二次获得世乒赛男单冠军杯圣勃莱德杯。同年代表上海队在中国全国运动会中，获得男子单打和男子双打冠军，单打决赛对手为王皓。
2006年王励勤代表中国参加在德国举行的第世乒赛团体比赛，在团体赛半决赛中，3：2险胜德国队领军人物蒂莫·波爾，率领中国队3：1击败德国队步入决赛，决赛中再克韩国的2004年奥运会男子单打冠军柳承敏，带领中国队以总比分3：0夺冠。
2007年在克罗地亚萨格勒布举行的第四十九届世乒赛男子单打半决赛中，再度4：3击败老对手韩国队的柳承敏，在决赛中大比分1：3落后，小分1：7落后的近乎绝望的形势下，再度逆转成功，击败两年前的决赛对手，同为中国男子乒乓球队队友的马琳，六年内第三次夺得世乒赛男单冠军，和前辈莊則棟一起，成为继其之后，世乒赛42年来首位三度夺冠的伟大选手。
2008年年初世界锦标赛团体赛帮助中国队实现四连冠，并且从2004年算起，王勵勤在世界锦标赛单打和团体比赛中迄今不败。 8月22日，在北京奧運男子乒乓球單打賽上，王勵勤以局數4比0擊敗克羅地亞選手譚瑞午，進入四強，跟馬琳對賽。在北京奧運男子乒乓球單打準決賽上，王勵勤以局數2比4敗給隊友馬琳，未能問鼎金牌，只能與瑞典選手約爾根·佩爾森爭奪銅牌。同日晚上，王勵勤以局數4比0擊敗瑞典選手佩爾森，奪得銅牌。
2009年，王勵勤获得在日本潢濱举行的世界锦标赛男子單打亚军，决赛0－4不敌队友王皓，但是之前也延续到世界锦标赛單打20连胜。
2009年世界乒乓球锦标赛后，由于自身年龄的增大，加上新人的冒起，王励勤淡出了中国国家队主力阵容。虽然不时参加国际巡回赛，以及代表上海队征战乒超联赛，但已很难跻身国际大赛参赛阵容。2011年，王励勤就任上海乒羽中心副主任、上海乒协副主席。
2013年，34岁的王励勤最后一次参加世界乒乓球锦标赛，与饶静文出战混双比赛，同时与周雨出战男双比赛，但在两项比赛中均止步于半决赛。王励勤以两个单项季军结束最后一次世乒赛征程。
2013年末，王励勤从国家队退役，之後就任上海乒乓球羽毛球运动中心主任以及上海市竞技体育训练管理中心主任。
2023年4月6日，王励勤当选为第十届中国乒协副主席。
2025年4月23日，王励勤在中国乒乓球协会第十届会员代表大会第二次会议上接替任内辞职的刘国梁，当选中国乒协主席。

## 二王一馬時代
21世纪初基本上被王皓、馬琳和王勵勤统治。但遺憾的是，三人雖然共同開創了一個新時代，但都在交锋中與大滿貫失之交臂。
2013年末，已淡出國家隊主力陣容的王勵勤和馬琳一同從國家隊退役，此后二王一馬僅靠王皓支撐著。
而王皓在職業生涯末期仍征戰各大戰場，並且都獲得了不錯的成績，但歲月不饒人，在中國乒乓球界，31歲已經算是高齡。
2014年12月21日，王皓正式宣佈退役，二王一馬時代結束，新的時代也即將來臨，那便是「龍蟒獒」的崛起。

## 王勵勤职业生涯统计
| 年份                         | 1996   | 1997   | 1998   | 1999   | 2000   | 2001 | 2002 | 2003   | 2004   | 2005   | 2006   | 2007 | 2008   | 2009   | 2010   | 2011   | 2012   | 2013   |
| ---------------------------- | ------ | ------ | ------ | ------ | ------ | ---- | ---- | ------ | ------ | ------ | ------ | ---- | ------ | ------ | ------ | ------ | ------ | ------ |
| 世界乒乓球锦标赛             |        |        |        |        |        |      |      |        |        |        |        |      |        |        |        |        |        |        |
| 男子团体                     | －－   | 未参加 | －－   | －－   | 亚军   | 冠军 | －－ | －－   | 冠军   | －－   | 冠军   | －－ | 冠军   | －－   | 未参加 | －－   | 未参加 | －－   |
| 男子单打                     | －－   | 16强   | －－   | 32强   | －－   | 冠军 | －－ | 8强    | －－   | 冠军   | －－   | 冠军 | －－   | 亚军   | －－   | 8强    | －－   | 未参加 |
| 男子双打                     | －－   | 8强    | －－   | 亚军   | －－   | 冠军 | －－ | 冠军   | －－   | 季军   | －－   | 亚军 | －－   | 未参加 | －－   | 未参加 | －－   | 季军   |
| 混合双打                     | －－   | 季军   | －－   | 季军   | －－   | 32强 | －－ | 8强    | －－   | 冠军   | －－   | 冠军 | －－   | 未参加 | －－   | 未参加 | －－   | 季军   |
| 世界杯乒乓球赛               |        |        |        |        |        |      |      |        |        |        |        |      |        |        |        |        |        |        |
| 男子团体                     | －－   | －－   | －－   | －－   | －－   | －－ | －－ | －－   | －－   | －－   | －－   | 冠军 | －－   | 未参加 | 未参加 | 冠军   | －－   | 冠军   |
| 男子单打                     | 未参加 | 未参加 | 未参加 | 小组赛 | 季军   | 亚军 | 8强  | 季军   | 小组赛 | 8强    | 季军   | 季军 | 未参加 | 未参加 | 未参加 | 未参加 | 未参加 | 未参加 |
| 奥运会乒乓球赛               |        |        |        |        |        |      |      |        |        |        |        |      |        |        |        |        |        |        |
| 男子团体                     | －－   | －－   | －－   | －－   | －－   | －－ | －－ | －－   | －－   | －－   | －－   | －－ | 冠军   | －－   | －－   | －－   | 未参加 | －－   |
| 男子单打                     | 未参加 | －－   | －－   | －－   | 未参加 | －－ | －－ | －－   | 季军   | －－   | －－   | －－ | 季军   | －－   | －－   | －－   | 未参加 | －－   |
| 男子双打                     | 未参加 | －－   | －－   | －－   | 冠军   | －－ | －－ | －－   | 未参加 | －－   | －－   | －－ | －－   | －－   | －－   | －－   | －－   | －－   |
| 国际乒联职业巡回赛总决赛     |        |        |        |        |        |      |      |        |        |        |        |      |        |        |        |        |        |        |
| 男子单打                     | 未参加 | 亚军   | 冠军   | 16强   | 冠军   | 亚军 | 8强  | 16强   | 冠军   | 未参加 | 8强    | 季军 | 8强    | 季军   | 未参加 | 8强    | 未参加 | 未参加 |
| 男子双打                     | 冠军   | 季军   | 冠军   | 季军   | 冠军   | 8强  | 季军 | 未参加 | 未参加 | 季军   | 未参加 | 冠军 | 未参加 | 未参加 | 未参加 | 未参加 | 未参加 | 未参加 |
| 亚运会乒乓球赛               |        |        |        |        |        |      |      |        |        |        |        |      |        |        |        |        |        |        |
| 男子团体                     | －－   | －－   | 冠军   | －－   | －－   | －－ | 冠军 | －－   | －－   | －－   | 未参加 | －－ | －－   | －－   | 未参加 | －－   | －－   | －－   |
| 男子单打                     | －－   | －－   | 未参加 | －－   | －－   | －－ | 冠军 | －－   | －－   | －－   | 未参加 | －－ | －－   | －－   | 未参加 | －－   | －－   | －－   |
| 男子双打                     | －－   | －－   | 8强    | －－   | －－   | －－ | 季军 | －－   | －－   | －－   | 未参加 | －－ | －－   | －－   | 未参加 | －－   | －－   | －－   |
| 混合双打                     | －－   | －－   | 冠军   | －－   | －－   | －－ | 季军 | －－   | －－   | －－   | 未参加 | －－ | －－   | －－   | 未参加 | －－   | －－   | －－   |
| 国际乒联职业巡回赛分站冠军数 |        |        |        |        |        |      |      |        |        |        |        |      |        |        |        |        |        |        |
| 男子单打                     | 0      | 0      | 1      | 1      | 4      | 3    | 1    | 2      | 3      | 3      | 2      | 0    | 0      | 0      | 1      | 0      | 0      | 0      |
| 男子双打                     | 1      | 2      | 1      | 1      | 1      | 2    | 3    | 0      | 1      | 1      | 3      | 3    | 2      | 1      | 0      | 2      | 1      | 0      |
| 年份                         | 1996   | 1997   | 1998   | 1999   | 2000   | 2001 | 2002 | 2003   | 2004   | 2005   | 2006   | 2007 | 2008   | 2009   | 2010   | 2011   | 2012   | 2013   |

## 个人生活
2001年，王励勤被保送至上海交通大学安泰经济与管理学院人力资源管理专业，由于比赛训练繁忙，直至2013年才完成本科学业，随后继续在该院攻读硕士研究生学位。
王励勤曾与影星赵薇传绯闻，但在前世界小姐中国区冠军赵婷婷公开表态自己就是王励勤的正牌女友后澄清了流传已久的绯闻。

## 外部連結
- 王励勤在国际奥林匹克委员会的资料
- Biography （页面存档备份，存于） at CCTV.com
- 【乒乓王国】悲情王者 （页面存档备份，存于）
- 我的奥林匹克—王励勤[永久]
- 我的奥林匹克—王励勤2[永久]

| 民事職務      | 民事職務                           | 民事職務 |
| ------------- | ---------------------------------- | -------- |
| 前任： 刘国梁 | 中國乒乓球協會主席 2025年4月23日－ | 現任     |